# Diego Becker
Diego Eugenio Becker (Los Quirquinchos, 24 novembre 1997) è un calciatore argentino, centrocampista dell'Alvarado.

## Caratteristiche tecniche
È un esterno sinistro.

## Carriera
Cresciuto nelle giovanili del Rosario Central, ha esordito in prima squadra il 25 giugno 2017 in occasione del match di campionato pareggiato 1-1 contro il San Martín (SJ).

## Statistiche

### Presenze e reti nei club
Statistiche aggiornate al 3 dicembre 2018.
| Stagione        | Squadra         | Campionato      | Campionato | Campionato | Coppe nazionali | Coppe nazionali | Coppe nazionali | Coppe continentali | Coppe continentali | Coppe continentali | Altre coppe | Altre coppe | Altre coppe | Totale | Totale | Totale |
| Stagione        | Squadra         | Comp            | Pres       | Reti       | Comp            | Pres            | Reti            | Comp               | Pres               | Reti               | Comp        | Pres        | Reti        | Pres   | Reti   |        |
| --------------- | --------------- | --------------- | ---------- | ---------- | --------------- | --------------- | --------------- | ------------------ | ------------------ | ------------------ | ----------- | ----------- | ----------- | ------ | ------ | ------ |
| 2016-2017       | Rosario Central | PD              | 1          | 0          | CA              | 0               | 0               |                    | -                  | -                  |             | -           | -           | 1      | 0      |        |
| 2017-2018       | Rosario Central | PD              | 2          | 0          | CA              | 0               | 0               |                    | -                  | -                  |             | -           | -           | 2      | 0      |        |
| 2018-2019       | Rosario Central | PD              | 3          | 0          | CA              | 1               | 0               | CS                 | 0                  | 0                  |             | -           | -           | 4      | 0      |        |
| Totale carriera | Totale carriera | Totale carriera | 6          | 0          |                 | 1               | 0               |                    | 0                  | 0                  |             | -           | -           | 7      | 0      |        |